# Sierra Norte de Sevilla
Sierra Norte de Sevilla este o arie protejată (arie specială de conservare — SAC, sit de importanță comunitară — SCI, arie de protecție specială avifaunistică — SPA) din Spania întinsă pe o suprafață de 177.476,3 ha, integral pe uscat.

## Localizare
Centrul sitului Sierra Norte de Sevilla este situat la coordonatele 37°55′10″N 5°46′38″W / 37.9194°N 5.7773°V.

## Înființare
Situl Sierra Norte de Sevilla a fost declarat arie de protecție specială avifaunistică în octombrie 1989 pentru a proteja 2 specii de plante și 48 de specii de animale. Alte tipuri de protecție:
- sit de importanță comunitară (în decembrie 2003)
- arie specială de conservare (în septembrie 2012)[3][5][6]

## Biodiversitate
Situată în ecoregiunea mediteraneană, aria protejată conține 27 de habitate naturale: Pante stâncoase silicioase cu vegetație casmofită, Pseudostepă cu ierburi și specii anuale de Thero-Brachypodietea, Păduri aluvionare cu Alnus glutinosa și Fraxinus excelsior (Alno-Padion, Alnion incanae, Salicion albae), Pajiști umede mediteraneene cu ierburi înalte de Molinio-Holoschoenion, Tufărișuri termo-mediteraneene și de pre-deșert, Păduri de Castanea sativa, Roci stâncoase cu vegetație pionieră de Sedo-Scleranthion sau Sedo albi-Veronicion dillenii, Galerii de Salix alba și de Populus alba, Cursuri de apă de la nivel de câmpie la nivel montan, cu vegetație Ranunculion fluitantis și Callitricho-Batrachion, Păduri de Quercus suber, Peșteri inaccesibile publicului, Râuri mediteraneene cu debit permanent și vegetație de Glaucium flavum, Fânețe de joasă altitudine (Alopecurus pratensis, Sanguisorba officinalis), Păduri de stejar galițio-portugheze cu Quercus robur și Quercus pyrenaica, Pajiști uscate europene, Păduri termofile cu Fraxinus angustifolia, Matorral arborescenți cu Juniperus spp., Formațiuni stabile xerotermofile de Buxus sempervirens pe pante stâncoase (Berberidion p.p.), Păduri de Olea și Ceratonia, Galerii și tufărișuri riverane sudice (Nerio-Tamaricetea și Securinegion tinctoriae), Păduri de Quercus ilex și Quercus rotundifolia, Dehesas cu Quercus spp. perene, Păduri iberice de Quercus faginea și Quercus canariensis, Pășuni mediteraneene udate de apa mării (Juncetalia maritimi), Râuri mediteraneene cu debit intermitent, cu specii de Paspalo-Agrostidion, Iazuri temporare mediteraneene, Pajiști umede atlantice temperate cu Erica ciliaris și Erica tetralix.
La baza desemnării sitului se află mai multe specii protejate:
- plante (2): Narcissus fernandesii, Silene mariana
- păsări (29): uliu porumbar (Accipiter gentilis), vulturul negru (Aegypius monachus), pescăruș albastru (Alcedo atthis), Apus caffer, Aquila adalberti, acvilă de munte (Aquila chrysaetos), Aquila fasciata, buha (Bubo bubo), șorecarul comun (Buteo buteo), barză albă (Ciconia ciconia), barză neagră (Ciconia nigra), mierla de apă (Cinclus cinclus), șerpar (Circaetus gallicus), dumbrăveancă (Coracias garrulus), Elanus caeruleus, Falco naumanni, vulturul pleșuv sur (Gyps fulvus), acvilă pitică (Hieraaetus pennatus), ciocârlie de pădure (Lullula arborea), prigoare (Merops apiaster), gaia neagră (Milvus migrans), gaia roșie (Milvus milvus), vultur egiptean (Neophron percnopterus), pietrar mediteranean (Oenanthe hispanica), Oenanthe leucura, ciuf-pitic (Otus scops), codroșul de pădure (Phoenicurus phoenicurus), silvie de tufiș (Sylvia undata), pupăză (Upupa epops)
- amfibieni (1): Discoglossus galganoi
- mamifere (10): vidră de râu (Lutra lutra), râs iberic (Lynx pardinus), liliac cu aripi lungi (Miniopterus schreibersii), liliac cu urechi de șoarece (Myotis blythii), liliac cărămiziu (Myotis emarginatus), liliac comun (Myotis myotis), liliacul mediteranean cu potcoavă (Rhinolophus euryale), liliacul mare cu potcoavă (Rhinolophus ferrumequinum), liliacul mic cu potcoavă (Rhinolophus hipposideros), liliacul cu potcoavă a lui méhely (Rhinolophus mehelyi)
- nevertebrate (2): fluturele auriu (Euphydryas aurinia), Oxygastra curtisii
- pești (4): Cobitis paludica, Iberochondrostoma lemmingii, Pseudochondrostoma willkommii, Squalius alburnoides
- reptile (2): țestoasa de baltă (Emys orbicularis), Mauremys leprosa

Pe lângă speciile protejate, pe teritoriul sitului au mai fost identificate 37 de specii de plante, 16 specii de păsări, 5 specii de amfibieni, 15 specii de mamifere, 3 specii de pești, 11 specii de reptile.